# یعمون (یمن)
 یعمون  روستایی باستانی از توابع استان جَوف در کشور یمن در شبه جزیره عربستان است. 

## جمعیت
جمعیت آن (۱۰۴ ) نفر (۶ خانوار) می‌باشد.
در دوران قدیم منازل:(همدان) در آن بوده‌است. در این باب شاعر:فروه بن مسیک المرادی خطاب به (أجدع بن مالک الهمدانی) می‌گوید:
| دعوا الجوف الا أن یکون لأمکم |  | به عفر فی سالف الدهر أو مهر |
| وحلوا بیعمون فان آبائکم      |  | به وحلیفاه المذلة والفقر    |